# Lawrence (Indiana)
Lawrence is een plaats (city) in de Amerikaanse staat Indiana, en valt bestuurlijk gezien onder Marion County.

## Demografie
Bij de volkstelling in 2000 werd het aantal inwoners vastgesteld op 38.915.
In 2006 is het aantal inwoners door het United States Census Bureau geschat op 41.791, een stijging van 2876 (7.4%).

## Geografie
Volgens het United States Census Bureau beslaat de plaats een oppervlakte van
52,3 km², waarvan 52,0 km² land en 0,3 km² water.

## Plaatsen in de nabije omgeving
De onderstaande figuur toont nabijgelegen plaatsen in een straal van 16 km rond Lawrence.